# Биккенин, Мухаммед-Сафа
Мухаммед-Сафа Биккенин (тат. Мөхәммәд-Сафа Абдул-Кәрим улы Биккенин, 5 июля 1839, 2-й Черемшан, Тетюшский уезд, Казанская губерния ― 1 марта 1924, там же) ― мулла, ахун, учитель, просветитель. Инициатор и основатель первого в Казанской губернии (Республике Татарстан) русско-татарского инородческого начального училища.

## Биография и деятельность
Родился 5 июля 1839 г. в деревне 2-й Черемшан Больше-Тоябинская волости Тетюшского уезда Казанской губернии (в наст. время ― Республика Татарстан, Апастовский район, дер. Черемшан) в семье государственного крестьянина Абдул-Карима Биккенина (1784—1861) и его жены Насыхи Фейзуллиной (1810-?). В семье также были сыновья Мухаммед-Шариф, Мухаммед-Садык, Бикчентай и две дочери.
На деревенском сходе М.-С. Биккенин избран муллой прихода и направлен в Казань в 1-е медресе, которое окончил в 1872 г. В период учебы в медресе познакомился с лингвистом-тюркологом, будущим академиком Императорской Академии наук, коллежским советником Василием Васильевичем Радловым, инспектором татарских, башкирских и киргизских школ Казанского учебного округа. По рекомендации В. В. Радлова Мухаммед-Сафа Биккенин поступил и в 1876 г. окончил вновь созданную в Уфе Учительскую школу, которая в соответствии с «Положением о татарских учительских школах в городах Уфе и Симферополе», имела целью «приготовление сведущих и опытных учителей в начальные училища татар»
После окончания Учительской школы М.-С. Биккенин сдал экзамен и получил 9 июня 1876 г. свидетельство, что «он оказался быть способным имамом, хатыпом и миодарисом» В августе 1876 г. на деревенском сходе Мухаммед-Сафа определен 2-м указным муллой в приходскую мечеть.
В 1877 г. подал прошение В. В. Радлову о содействии в открытии школы для детей в деревне Черемшан. В 1878 г., 14 февраля на основании личного распоряжения Министра народного просвещения графа Д. А. Толстого в деревне 2-й Черемшан Тетюшского уезда Казанской губернии открылось «одноклассное инородческое для татар начальное училище Министерства народного просвещения»
В созданной им школе М.-С. Биккенин много лет был учителем, обучал детей татарскому и русскому языкам.
Скончался 1 марта 1924 г., похоронен на кладбище в деревне Черемшан.
Школа, которую основал Мухаммед-Сафа Биккенин, в настоящее время продолжает свою благородную миссию, носит название МБОУ «Черемшанская основная общеобразовательная школа им. И. Н. Насыбуллина» Апастовского муниципального района Республики Татарстан

## Семья
Жена Биби-Зухра Тухватуллина
- Сын Мухаммед-Фатых (1880—1964), Заслуженный учитель Узбекской Республики.
- Сын Хатып Сафич (1881−1957), работник торговли.
- Сын Тауфик Сафич (1884—1953), учитель.
- Сын Касим Сафич (1885—1944), учитель.
- Дочь Биби-Сара Сафична (1888—1964).
- Сын Габдельгани Сафич (1890—1915), погиб в 1-ю Мировую войну.
- Сын Абдул-Бари Сафич (1896—1981), врач, кандидат медицинских наук, доцент.
- Дочь Масхуда Сафична (1902—1983), врач.

Внуков: 28, 
Правнуков: 40,
Праправнуков: 46

## Память
Мемориальная доска в деревне Черемшан, в здании школы, открыта в 2006 г.